# Bert de Vries
Berend (Bert) de Vries (ur. 29 marca 1938 w Groningen) – holenderski polityk, ekonomista i nauczyciel akademicki, parlamentarzysta, w latach 1989–1994 minister spraw społecznych i pracy.

## Życiorys
Absolwent ekonomii na Uniwersytecie w Groningen (1964). Doktoryzował się w 1975 na Wolnym Uniwersytecie w Amsterdamie. Pracował w administracji podatkowej, administracji prowincji Groningen i w fabryce Philipsa w Eindhoven. W latach 1968–1978 był nauczycielem akademickim na Uniwersytecie Erazma w Rotterdamie.
Zaangażował się w działalność polityczną w ramach Partii Antyrewolucyjnej, z którą w 1980 dołączył do Apelu Chrześcijańsko-Demokratycznego. W latach 1978–1989 sprawował mandat posła do Tweede Kamer. Między 1982 a 1989 przewodniczył frakcji chadeckiej w izbie niższej Stanów Generalnych. Od listopada 1989 do sierpnia 1994 sprawował urząd ministra spraw społecznych i pracy w trzecim rządzie Ruuda Lubbersa, we wrześniu 1990 tymczasowo kierował też resortem rolnictwa. Później przez kilka lat ponownie zajmował się działalnością akademicką, a także kierował instytucjami bankowymi i finansowymi. W latach 2001–2002 pełnił organizacyjną funkcję tymczasowego przewodniczącego swojego ugrupowania. W 2010 wystąpił z partii, krytykując jej współpracę z Partią Wolności.

## Odznaczenia
- Kawaler Orderu Lwa Niderlandzkiego (1994)[1]